# Creeping Death
Creeping Death è un singolo del gruppo musicale statunitense Metallica, pubblicato il 23 novembre 1984 come unico estratto dal secondo album in studio Ride the Lightning.

## Descrizione
Creeping Death accenna alle dieci Piaghe d'Egitto, nonostante il testo ne riporti più di dieci. Verso la fine del secondo verso vengono nominate quattro piaghe: 
La sezione intermedia del brano presenta l'esclamazione «Die!» ripetuta più volte dall'allora bassista Cliff Burton (il quale esegue anche i cori del ritornello finale) accompagnata da una violenta progressione delle chitarre di Kirk Hammett e di James Hetfield. Durante le esecuzioni dal vivo del brano, questa sezione viene allungata fino a lasciar spazio alla batteria e al basso mentre i fan vengono incitati dal gruppo a ripetere "Die!". Inoltre, nel periodo in cui militava nei Metallica, il bassista Jason Newsted, durante alcuni concerti, era solito cantare per intero la canzone.

## Cover
Il brano venne reinterpretato da molti gruppi, tra cui i Drowning Pool e i Bullet for My Valentine. In occasione del secondo Dubai Desert Rock Festival, i Sepultura e i Machine Head suonarono Creeping Death insieme come canzone di chiusura della loro esibizione.

## Tracce
12"
- Lato A

1. Creeping Death – 6:36 (James Hetfield, Lars Ulrich, Cliff Burton, Kirk Hammett)

- Lato B

1. Am I Evil? – 7:45 (Sean Harris, Brian Tatler) – originariamente interpretata dai Diamond Head
2. Blitzkrieg – 3:36 (Ian Jones, Brian Smith, James Sirotto) – originariamente interpretata dai Blitzkrieg

CD – Creeping Death/Jump in the Fire
1. Creeping Death – 6:36 (James Hetfield, Lars Ulrich, Cliff Burton, Kirk Hammett)
2. Am I Evil? – 7:45 (Sean Harris, Brian Tatler) – originariamente interpretata dai Diamond Head
3. Blitzkrieg – 3:36 (Ian Jones, Brian Smith, James Sirotto) – originariamente interpretata dai Blitzkrieg
4. Jump in the Fire – 4:41 (James Hetfield, Lars Ulrich, Dave Mustaine)
5. Seek & Destroy (Live) – 7:04 (James Hetfield, Lars Ulrich)
6. Phantom Lord (Live) – 4:52 (James Hetfield, Lars Ulrich, Dave Mustaine)

## Formazione
Gruppo
- James Hetfield – chitarra ritmica, voce
- Lars Ulrich – batteria
- Cliff Burton – basso
- Kirk Hammett – chitarra solista

Produzione
- Metallica – produzione
- Flemming Rasmussen – assistenza alla produzione, ingegneria del suono
- Mark Whitaker – assistenza alla produzione
- Tom Coyne – mastering